# Svenska mästerskapen i längdskidåkning 1974
Svenska mästerskapen i längdskidåkning 1974 arrangerades i Malmberget.

## Medaljörer, resultat

### Herrar
| Gren              | Guld                                                        | Guld                                                        | Silver          | Silver     | Brons             | Brons     |
| 15 km             | Thomas Magnuson                                             | Delsbo IF                                                   | Benny Södergren | Edsbyns SK | Esbjörn Ulvenvall | Orsa IF   |
| 30 km             | Thomas Magnuson                                             | Delsbo IF                                                   | Benny Södergren | Edsbyns SK | Lars-Göran Åslund | Åsarna IK |
| 50 km             | Thomas Magnuson                                             | Delsbo IF                                                   | Tommy Limby     | Orsa IF    | Esbjörn Ulvenvall | Orsa IF   |
| Stafett 3 x 10 km | Orsa IF (Lars-Arne Bölling, Esbjörn Ulvenvall, Tommy Limby) | Orsa IF (Lars-Arne Bölling, Esbjörn Ulvenvall, Tommy Limby) |                 |            |                   |           |
| Lagtävling 15 km  | Orsa IF                                                     | Orsa IF                                                     |                 |            |                   |           |
| Lagtävling 30 km  | Orsa IF                                                     | Orsa IF                                                     |                 |            |                   |           |
| Lagtävling 50 km  | Orsa IF                                                     | Orsa IF                                                     |                 |            |                   |           |

### Damer
| Gren             | Guld                                                        | Guld                                                        | Silver        | Silver    | Brons            | Brons           |
| 5 km             | Görel Partapuoli                                            | Lycksele IF                                                 | Gudrun Fröjdh | Delsbo IF | Lena Carlzon     | Malmbergets AIF |
| 10 km            | Meeri Bodelid                                               | IK Ymer                                                     | Eva Olsson    | Delsbo IF | Görel Partapuoli | Lycksele IF     |
| Stafett 3 x 5 km | Delsbo IF (Margareta Hermansson, Eva Olsson, Gudrun Fröjdh) | Delsbo IF (Margareta Hermansson, Eva Olsson, Gudrun Fröjdh) |               |           |                  |                 |
| Lagtävling 5 km  | Malmbergets AIF                                             | Malmbergets AIF                                             |               |           |                  |                 |
| Lagtävling 10 km | Malmbergets AIF                                             | Malmbergets AIF                                             |               |           |                  |                 |

### Webbkällor
- Svenska Skidförbundet